# Les Brulais
Les Brulais is een gemeente in het Franse departement Ille-et-Vilaine (regio Bretagne) en telt 456 inwoners (2005). De plaats maakt deel uit van het arrondissement Redon.

## Geografie
De oppervlakte van Les Brulais bedraagt 12,1 km², de bevolkingsdichtheid is 37,7 inwoners per km².
De onderstaande kaart toont de ligging van Les Brulais met de belangrijkste infrastructuur en aangrenzende gemeenten.

## Demografie
Onderstaande figuur toont het verloop van het inwonertal (bron: INSEE-tellingen).

1. ↑  Populations de référence 2022.